# Джуди и Панч (фильм)
«Джуди и Панч» (англ. Judy and Punch) — австралийская чёрная комедия 2019 года, снятая режиссёром и сценаристом Миррой Фолкс. В главных ролях — Миа Васиковска и Дэймон Херриман.

## Сюжет
Джуди и Панч — кукольники, выступающие с представлениями по всей стране. Джуди мастерски управляется с куклами, но вся слава достается её мужу — амбициозному пропойце Панчу. Всё меняется, когда Панч, случайно убивший их общего ребёнка, в пьяном угаре избивает и Джуди. Решив, что жена мертва, Панч прячет её тело в лесу. Джуди находит в лесу группа людей, отвергнутых обществом, которая помогает ей оправиться. Пока Панч пытается скрыть своё двойное преступление и обманывает служителей закона, девушка в компании новых друзей строит план мести.

## В ролях
- Миа Васиковска — Джуди
- Дэймон Херриман — Панч
- Бенедикт Харди — Деррик Фэйрвезер
- Джиллиан Джонс — доктор Гудтайм
- Терри Норрис — Скарамуш
- Яцек Коман — певец

## Релиз
Мировая премьера фильма состоялась на кинофестивале «Сандэнс» в 2019 году в рамках программы «Мировое кино».

## Критика
Фильм получил положительные отзывы кинокритиков. На сайте Rotten Tomatoes у него 77 % положительных рецензий на основе 138 отзывов со средней оценкой 6,6 из 10. На сайте Metacritic фильм имеет оценку 59 из 100 на основе 23 рецензий критиков, что соответствует статусу «смешанные или средние отзывы».

## Награды и номинации
| Год  | Награда                                                   | Категория                                                                        | Номинант                                      | Результат |
| ---- | --------------------------------------------------------- | -------------------------------------------------------------------------------- | --------------------------------------------- | --------- |
| 2019 | Премия Австралийской академии кинематографа и телевидения | Лучший актёр                                                                     | Дэймон Херриман                               | Победа    |
| 2019 | Премия Австралийской академии кинематографа и телевидения | Лучшая музыка                                                                    | Франсуа Тетаз                                 | Победа    |
| 2019 | Премия Австралийской академии кинематографа и телевидения | Лучший фильм                                                                     | Мишель Беннетт<br>Нэш Эдгертон<br>Дэнни Габай | Номинация |
| 2019 | Премия Австралийской академии кинематографа и телевидения | Лучший режиссёр                                                                  | Мирра Фолкс                                   | Номинация |
| 2019 | Премия Австралийской академии кинематографа и телевидения | Лучшая актриса                                                                   | Миа Васиковска                                | Номинация |
| 2019 | Премия Австралийской академии кинематографа и телевидения | Лучший сценарий                                                                  | Мирра Фолкс                                   | Номинация |
| 2019 | Премия Австралийской академии кинематографа и телевидения | Лучший монтаж                                                                    | Дэни Купер                                    | Номинация |
| 2019 | Премия Австралийской академии кинематографа и телевидения | Лучшая работа художника постановщика                                             | Джозефин Форд                                 | Номинация |
| 2019 | Премия Австралийской академии кинематографа и телевидения | Лучшие костюмы                                                                   | Эди Курцер                                    | Номинация |
| 2020 | Australian Film Critics Association                       | Лучший фильм                                                                     | Мирра Фолкс                                   | Номинация |
| 2020 | Australian Film Critics Association                       | Лучший актёр                                                                     | Дэймон Херриман                               | Номинация |
| 2020 | Australian Film Critics Association                       | Лучшая актриса                                                                   | Миа Васиковска                                | Номинация |
| 2020 | Australian Film Critics Association                       | Лучший режиссёр                                                                  | Мирра Фолкс                                   | Номинация |
| 2020 | Australian Film Critics Association                       | Лучший сценарий                                                                  | Мирра Фолкс                                   | Номинация |
| 2020 | Australian Film Critics Association                       | Лучшая операторская работа                                                       | Стефан Душьо                                  | Номинация |
| 2019 | Australian Production Design Guild Awards                 | Лучшие костюмы                                                                   | Эди Курцер                                    | Победа    |
| 2019 | Australian Production Design Guild Awards                 | Лучшая работа художника постановщика                                             | Джозефин Форд                                 | Номинация |
| 2019 | Australian Screen Editors                                 | Лучший монтаж в художественном фильме                                            | Дэни Купер                                    | Номинация |
| 2019 | Casting Guild of Australia Awards                         | Лучший кастинг в художественном фильме                                           | Кирсти МакГрегор                              | Номинация |
| 2019 | Кинофестиваль в Довиле                                    | Специальный приз жюри                                                            | Мирра Фолкс                                   | Номинация |
| 2020 | Film Critics Circle of Australia Awards                   | Лучший актёр                                                                     | Дэймон Херриман                               | Победа    |
| 2020 | Film Critics Circle of Australia Awards                   | Лучший фильм                                                                     | Мишель Беннетт<br>Нэш Эдгертон<br>Дэнни Габай | Номинация |
| 2020 | Film Critics Circle of Australia Awards                   | Лучшая актриса                                                                   | Миа Васиковска                                | Номинация |
| 2020 | Film Critics Circle of Australia Awards                   | Лучшая музыка                                                                    | Франсуа Тетаз                                 | Номинация |
| 2019 | Международный кинофестиваль в Мумбаи                      | Золотой трофей (Программа «Международный конкурс дебютных полнометражных работ») | Мирра Фолкс                                   | Номинация |
| 2019 | Мюнхенский международный кинофестиваль                    | Лучший фильм нового режиссёра                                                    | Мирра Фолкс                                   | Номинация |
| 2019 | Screen Producers Australia Awards                         | Лучшая продюсерская компания                                                     | Blue-Tongue Films                             | Номинация |
| 2019 | Кинофестиваль в Сиджесе                                   | Лучший сценарий                                                                  | Мирра Фолкс                                   | Победа    |
| 2019 | Кинофестиваль в Сиджесе                                   | Лучший фильм                                                                     | Мирра Фолкс                                   | Номинация |
| 2019 | Кинофестиваль «Сандэнс»                                   | Драматический фильм (Программа «Мировое кино»)                                   | Мирра Фолкс                                   | Номинация |
| 2019 | Международный кинофестиваль в Сиднее                      | Лучший фильм                                                                     | Мирра Фолкс                                   | Номинация |